# Mala época
Mala época  es una película argentina de 1998. Dirigida por Mariano De Rosa, Rodrigo Moreno, Salvador Roselli y Nicolás Saad.
El largometraje fue un producto de alumnos de la Universidad del Cine.

## Elenco
- Carlos Garric como Carlos "Cacho" Celestini
- Pablo Vega como Oscar
- Daniel Valenzuela como Omar
- Nicolás Leivas como Santiago
- Diego Peretti como Antonio
- Virginia Innocenti como Carmen
- Florencia Bertotti como Connie
- Mariano Bertolini como Pablo
- Alberto Almada como Jaime
- Pablo Dirroco como Fabián
- Javier Faur como Juan
- Fernando Fraga como Diego
- Augusto Brítez como Smith
- Alberto Busaid como Sanchez
- Ricardo Jungmans como Polaco
- Oscar Núñez como Flaco
- Roly Serrano como Gutiérrez
- Héctor Anglada como Pibe
- Marita Ballesteros como Madre de Santiago
- Mabel Pessen como Vecina
- Bendita Berlin como Abuela
- Oscar Alegre
- Luis Sabatini como Secuestrador
- Carlos Roffé como Carlos Brochato
- Ricardo Mollo como Italiano
- Carlos Moreno como Padre de Santiago
- Martín Adjemián como Luque
- Daniel Dibiase como Taxista
- Valeria Polnorof como Lucía
- Eduardo Salas como Dan
- Miguel Serebrenik como Javier
- Marina Weinstein como Florencia
- Luciano Muttinelli como Güerson

## Argumento
La película consiste en cuatro relatos cortos, cada uno con un hilo argumentativo independiente, teniendo en común que todos transcurren en Buenos Aires durante una época de elecciones legislativas. Un candidato a diputado, Carlos "Cacho" Celestini (Carlos Garric), inunda la ciudad con su imagen y se lo puede ver en cada uno de los relatos.
- La querencia: Un joven muchacho del interior llega a Buenos Aires en busca de un lugar donde alquilar, y en el camino un accidente le traerá graves consecuencias.

- Vida y obra: Un grupo de albañiles paraguayos en una obra cambiará su dinámica cuando uno de ellos, Omar (Daniel Valenzuela), les sorprenda al afirmar que tuvo una visión de la Virgen.

- Está todo mal: Sigue la historia de un adolescente en un barrio de clase alta de Buenos Aires, y sus intentos de concretar un romance con una compañera de su colegio.

- Compañeros: Antonio (Diego Peretti) es un sonidista que trabaja en los actos de la campaña política de Celestini, cuando conoce a una chica y se enamora de ella, pero su posición le traerá problemas.

## Premios y Reconocimientos
El filme fue nominado y galardonado en varios certámenes y festivales fílmicos durante el siguiente par de años después de su estreno.

### Festival Internacional de Cine de Mar del Plata
| Año  | Premio           | Categoría                      | Persona                                                      | Resultado |
| ---- | ---------------- | ------------------------------ | ------------------------------------------------------------ | --------- |
| 1998 | Premio FIPRESCI  | Mejor Película Latinoamericana | Mariano De Rosa Rodrigo Moreno Salvador Roselli Nicolás Saad | Ganadora  |
| 1998 | Mención Especial | Película                       | Mariano De Rosa Rodrigo Moreno Salvador Roselli Nicolás Saad | Ganadora  |
| 1998 | Astor de Oro     | Mejor Película                 | Mariano De Rosa Rodrigo Moreno Salvador Roselli Nicolás Saad | Candidata |

### Festival de Cine de Turín
| Año  |                              | Categoría          | Personas                                                     | Resultado |
| ---- | ---------------------------- | ------------------ | ------------------------------------------------------------ | --------- |
| 1998 | Premio de la Ciudad de Turín | Mejor Largometraje | Nicolás Saad Mariano De Rosa Salvador Roselli Rodrigo Moreno | Nominada  |

### Festival de Cine Latinoamericano de Toulouse
| Año  |                | Categoría      | Personas                                                     | Resultado |
| ---- | -------------- | -------------- | ------------------------------------------------------------ | --------- |
| 1999 | Audience Award | Mejor Película | Nicolás Saad Mariano De Rosa Salvador Roselli Rodrigo Moreno | Ganadora  |

### Asociación de Cronistas Cinematográficos de la Argentina
| Año  | Premio          | Categoría              | Personas                                                     | Resultado |
| ---- | --------------- | ---------------------- | ------------------------------------------------------------ | --------- |
| 2000 | Cóndor de Plata | Mejor Ópera Prima      | Nicolás Saad Mariano De Rosa Salvador Roselli Rodrigo Moreno | Nominada  |
| 2000 | Cóndor de Plata | Mejor Actor de Reparto | Carlos Roffé                                                 | Nominado  |